# A Três
A Três é um grupo musical formado em 1989 por Leni Requena, Solange Codonho e Cibele Codonho na cidade de São Paulo. O conjunto recebeu este nome por serem três vozes, três instrumentos, três mulheres. O seu repertório está voltado a  música popular brasileira e em especial a Bossa Nova.

## Apresentações
Estiveram em Gifu no Japão, no ano de 1996, como representantes do Brasil um festival de música popular. Em 2008, se apresentaram no projeto "Som da Sexta" patrocinado pelo Governo do Estado de São Paulo.  No ano seguinte, o Grupo A Três participou do Concerto "A Tradição do Grupo Vocal" tendo Roberto Sion como regente da Orquestra Tom Jobim.

## Discografia
- Vocalise[6]